# Frankrikes U21-herrlandslag i handboll
Frankrikes U21-herrlandslag i handboll representerar Frankrike i handboll vid U20-EM och U21-VM för herrar.